# Єфремова Леніна Петрівна
Леніна Петрівна Єфре́мова (13 січня 1924, Київ — 10 січня 2013) — український музикознавець і педагог; кандидат мистецтвознавства з 1962 року; член Спілки композиторів України з 1960 року. Лауреат Республіканської премії в галузі літературно-художньої критики за 1976 рік.

## Біографія
Народилася 13 січня 1924 року в місті Києві (нині Україна). 1949 року закінчила історико-теоретичний факультет Київської консерваторії
(клас Лії Хінчин, згодом Тамари Шеффер). Одночасно з навчанням протягом 1948—1949 років викладала у Київському музичному училищі. 1952 року закінчила аспірантуру при Київській консерваторії, де навчалася у Пилипа Козицького.
У 1949—1952 роках викладала історію російської та радянської музики, з 1953 року — російської музики, з 1955 року — старший викладач, з 1964 року — доцент, з 1965 року — професор, у 1970—1976 роках — завідувач кафедри історії радянської і зарубної музики, у 1976—1984 роках — історії музики Київської консерваторії. Серед учнів: Тамара Гнатів, Руслана Гнєдаш, Ольга Голинська, Оксана Колодуб, Маріанна Копиця, Лариса Лагутенко, Олена Немкович, Аріадна Поставна, Олена Таранченко. Померла 10 січня 2013 року.

## Наукова діяльність
Розробляла актуальні проблеми радянської музики, її становлення як мистецтва «соцреалізму»; вивчала зв'язки української та російської музики; розвивала теорію інтонації Бориса Асаф'єва. Досліджувала творчі методи й індивідуальні стилі Кирила Стеценка, Віталія Кирейка, Ігоря Шамо, Модеста Мусоргського, Дмитра Шостаковича, Миколи Мяскобського, Сергія Прокоф'єва та інших. Серед робіт:
- К. Г. Стеценко (Київ, 1950; 1955, у співавторстві з Надією Горюхіною);
- Мусоргський і Україна (Київ, 1958);
- Игорь Шамо (Москва, 1958);
- «Лісова пісня» Віталія Кирейка (Київ, 1965);
- Мусоргський і Шевченко // Шевченко і музика: Збірка статей (Київ, 1966);
- Симфонія-кантата С. Людкевича «Кавказ» // История украинской дооктябрской музыки (Київ, 1969);
- В партитурі й на сцені («Катерина Ізмайлова» Д. Шостаковича в Київському оперному театрі) // Музика. 1975. № 2.